# Suwatu (Tlogowungu)
Suwatu is een bestuurslaag in het regentschap Pati van de provincie Midden-Java, Indonesië. Suwatu telt 1652 inwoners (volkstelling 2010).